# Gilles Vanderpooten

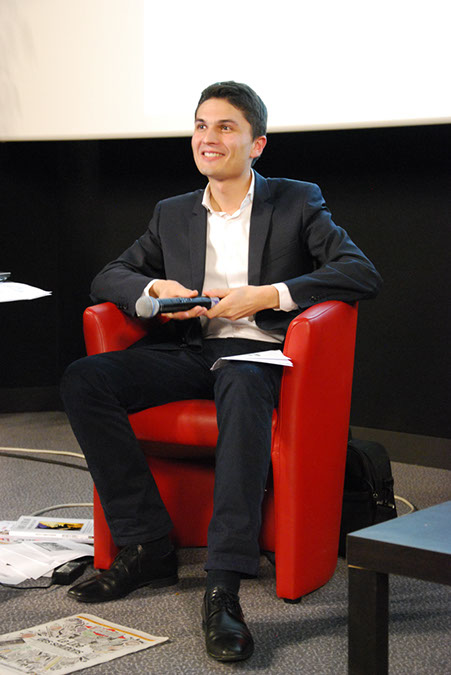
Gilles Vanderpooten convidat al Festival de Periodisme a Château-Gontier, en 2013.

Gilles Vanderpooten és autor, periodista i activista de nacionalitat francesa nascut el 1985 a Tolosa. Coautor amb Stéphane Hessel del llibre Comprometeu-vos!, fundador de la col·lecció editorial Conversations pour l'avenir d'Edicions de l'Aube, també dirigeix una organització no governamental Reporters d'espoirs (Reporters de l'esperança) instant un "periodisme de solucions". Es va graduar en la Audiència de Nantes en 2009.